# Tramvajová doprava v Simferopolu

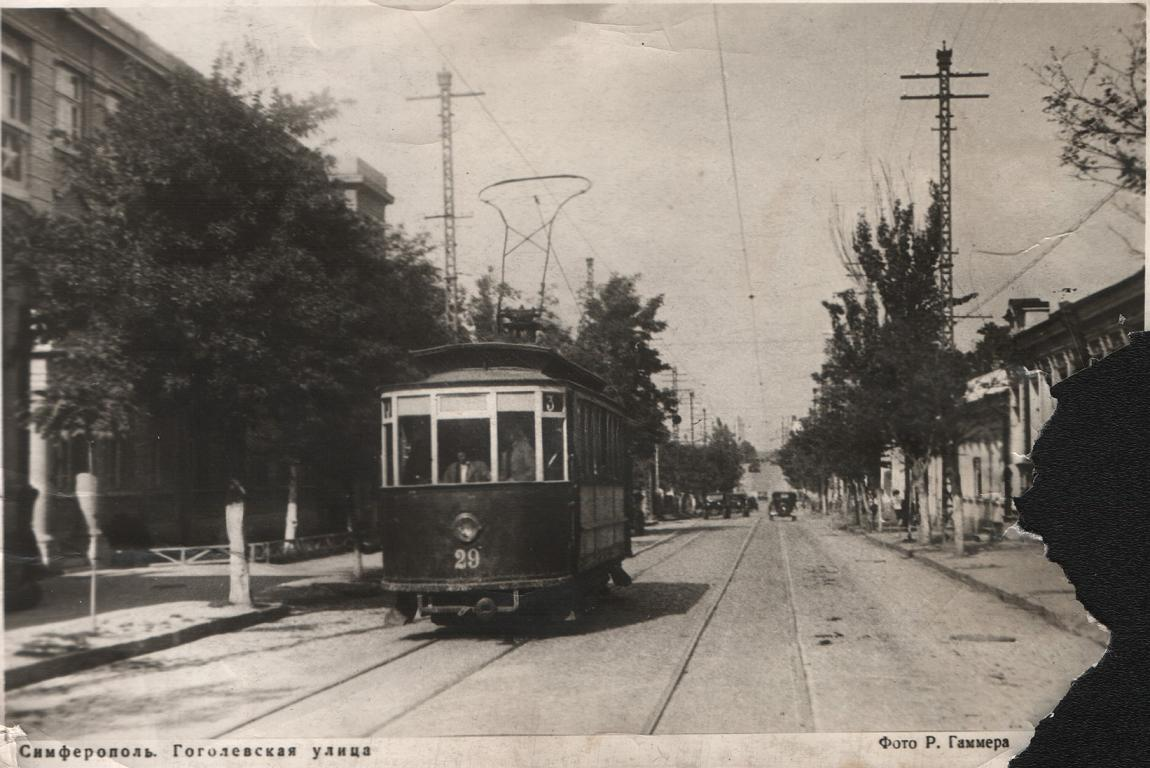
Tramvaj na Gogolově ulici v Simferopolu ve 30. letech 20. století

Tramvajová doprava v Simferopolu byla součástí městské hromadné dopravy ve městě Simferopol na Krymu mezi lety 1914–1970. Rozchod kolejí činil 1000 mm.

## Historie
Tramvajový systém byl vybudován belgickou společností Simferopol Electric Tramway and Lighting. První zkušební jízdy byly provedeny v červnu 1914, oficiální zahájení provozu se konalo 13. srpna 1914. První linka spojovala centrum města s železniční stanicí. V říjnu téhož roku byly v Simferopolu v provozu již tři linky. V průběhu první světové války a ruské občanské války zdejší tramvaje nejezdily, provoz byl obnoven 12. března 1924. Roku 1941 čítal vozový park více než 50 vozidel, avšak v dalším průběhu druhé světové války 12 tramvajových vozů shořelo. Provoz byl obnoven ještě během války v listopadu 1944 a do roku 1946 byla provedena rekonstrukce sítě.
Od roku 1955 se začaly dovážet tramvajové vozy z Německé demokratické republiky. V roce 1957 činil bylo za rok přepraveno 40 milionů cestujících. Od 1. ledna 1961 čítal vozový park 101 vozů.
Poslední tramvajová trať byla zrušena 1. prosince 1970 z důvodu nedostatku náhradních dílů. Maximální délka tramvajové sítě dosáhla 33 km.
Provoz MHD v Simferopolu byl nahrazen trolejbusovou dopravou, jejíž tratě byly stavěny od roku 1959.

## Linky
- 1 Nádraží – Centrum – Nižněhospitalnaja
- 2 Bitakskaja – Zastava
- 3 Nemocniční náměstí – Nižněhospitalnaja
- 4 Nádraží – Oboronnaja